# Glypta talitzkii
Glypta talitzkii är en stekelart som beskrevs av Kuslitzky 1974. Glypta talitzkii ingår i släktet Glypta och familjen brokparasitsteklar. Inga underarter finns listade i Catalogue of Life.